# Jüdischer Friedhof (Merenberg)

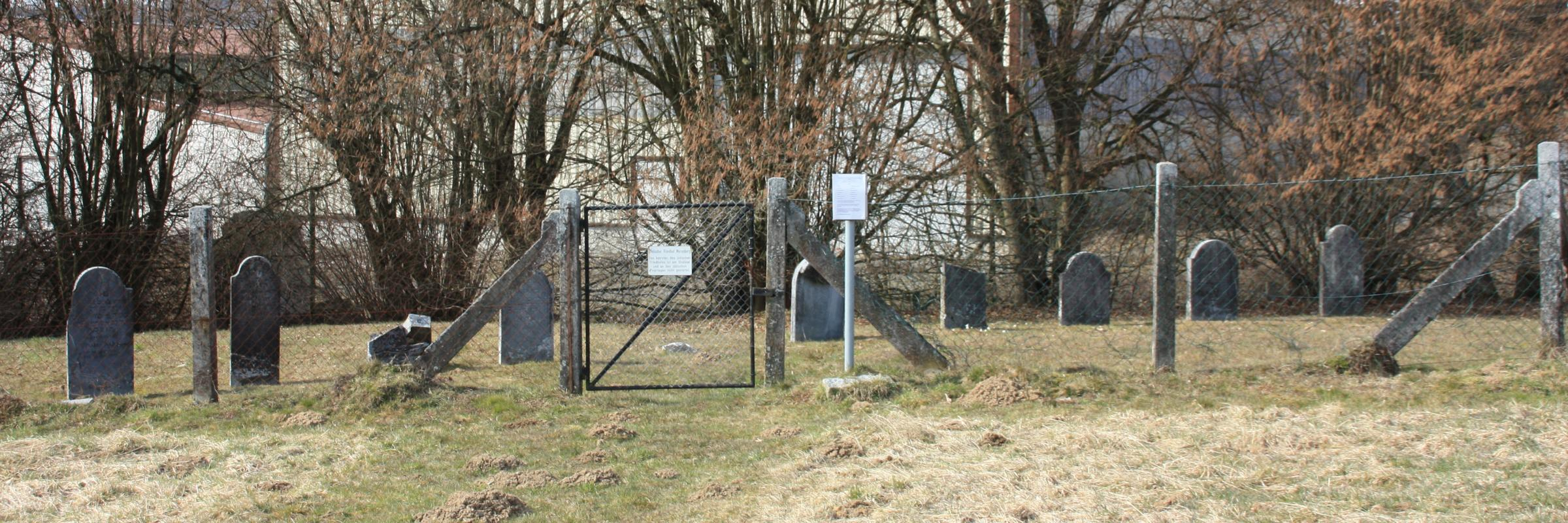
Jüdischer Friedhof in Merenberg

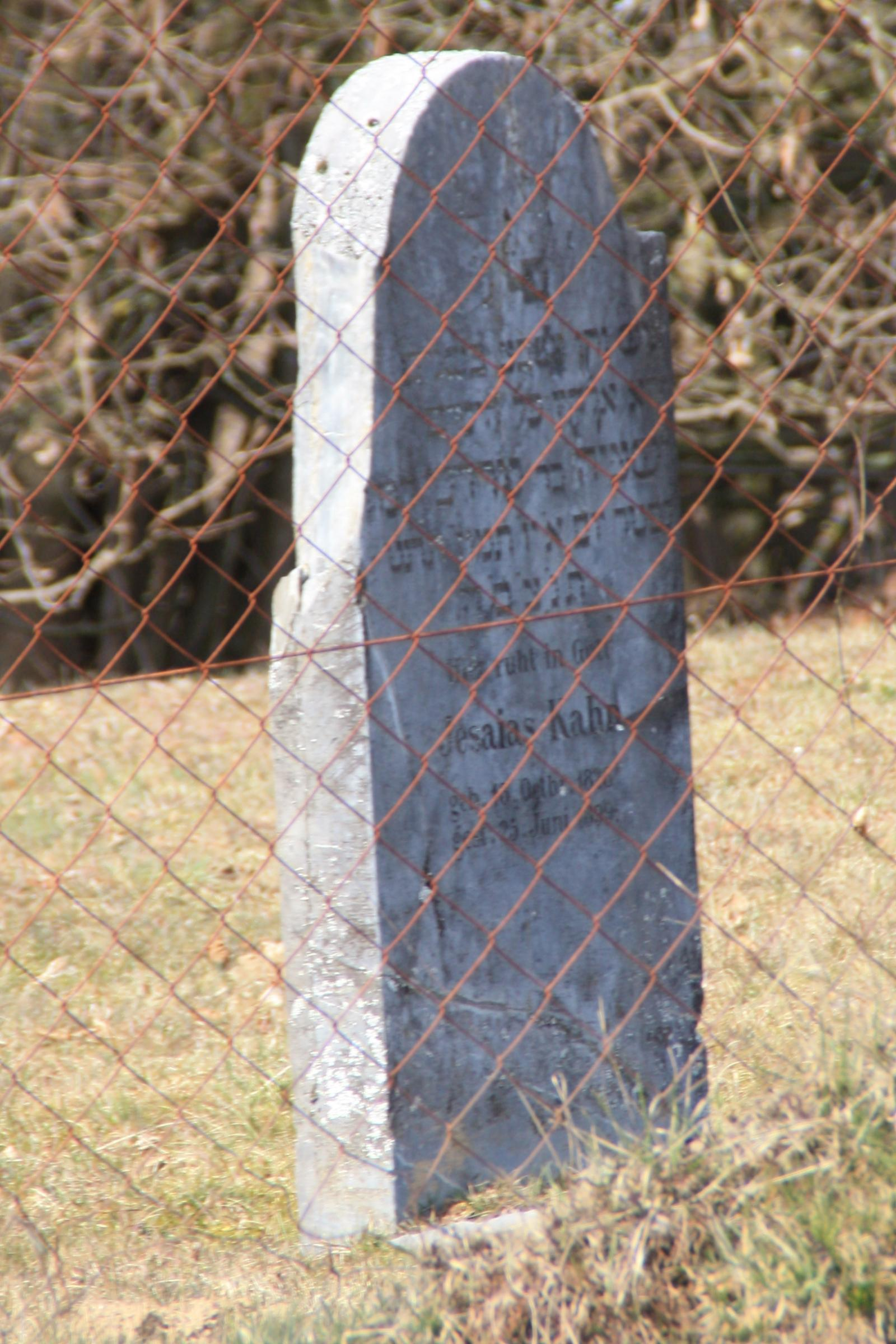
Grabstein auf dem jüdischen Friedhof

Der Jüdische Friedhof Merenberg ist ein jüdischer Friedhof in Merenberg im Landkreis Limburg-Weilburg in Mittelhessen. Der Friedhof ist ein geschütztes Kulturdenkmal und befindet sich an einem offenen Bachlauf am Rand des Industriegebiets. 

## Geschichte
Der jüdische Friedhof in Merenberg wurde vermutlich im 19. Jahrhundert angelegt und diente den im Ort lebenden jüdischen Einwohnern als Begräbnisstätte. Diese gehörten zur jüdischen Gemeinde in Weilburg. Auf dem 10,89 Ar großen Friedhof befinden sich heute noch 10 Grabsteine (Mazewot) und das letzte Begräbnis fand um 1934 statt.